# بنى المعطيات الوجيزة
تعرف بنى المعطيات الوجيزة في علم الحاسب بأنها بنى معطيات تستخدم مقداراً قليلاً من المساحة التخزينية يقارب حدود التخزين النظرية، ولكن يمكن القيام باستعلامها بكلفة منخفضة (على خلاف خوارزميات الضغط). طُرح هذا المفهوم في الأصل بواسطة جاكوبسون لترميز مصفوفة البت، والأشجار (غير المُسمّاة)، والرسوم البيانية المستوية.